# Rubanostreptus scabricollis
Rubanostreptus scabricollis är en mångfotingart som först beskrevs av Henri Saussure och Leo Zehntner 1902.  Rubanostreptus scabricollis ingår i släktet Rubanostreptus och familjen Spirostreptidae. Inga underarter finns listade i Catalogue of Life.